# Thomas Cook Airlines
Thomas Cook Airlines Limited, còn được gọi là Thomas Cook, là một hãng hàng không bay thuê chuyến Anh có trụ sở tại Manchester, Anh. Nó phục vụ nghỉ dưỡng chính trên toàn thế giới, từ các căn cứ chính tại Manchester và sân bay London Gatwick. Hãng cũng có tuyến bay từ tám cơ sở khác trên khắp Vương quốc Anh; sân bay quốc tế Belfast, sân bay Birmingham, sân bay Bristol, sân bay quốc tế Cardiff, sân bay East Midlands, sân bay quốc tế Glasgow, sân bay London Stansted và sân bay Newcastle.
Hãng hàng không đã vận chuyển hơn 6 triệu lượt hành khách trong năm 2013, và có đội tàu bay khoảng 30 chiếc máy bay Airbus và Boeing trong mùa lễ cao điểm mùa hè, là hãng hàng không Anh quốc xếp thứ sáu về số khách vận chuyển.

## Phá sản
Vào cuối năm 2019, hãng đã tuyên bố chính thức phá sản. Các máy bay của hãng đều được thanh lý và cho các hãng hàng không khác thuê máy bay, hiện nay một số máy bay vẫn còn mang màu sơn của hãng